# Tempête tropicale Henri (2009)
Pour les articles homonymes, voir Cyclone tropical Henri.
La tempête tropicale Henri est le dixième système tropical de la saison 2009 dans l'Atlantique nord et le huitième à recevoir un nom. Elle n'a pas causé de dommage. Elle est née le 6 octobre d'une perturbation tropicale qui s'approchait du nord des Petites Antilles. Le National Hurricane Center américain la classe tempête tropicale alors qu'elle était à 700 km au large d'Antigua-et-Barbuda le 7 septembre.
La tempête se déplace ensuite dans une zone de fort cisaillement des vents de haute altitude et d'eau plus froide. Henri va dégénérer graduellement en dépression tropicale, puis se dissipe le 8 alors que son centre passe à 250 km au nord de Saint-Barth. Le 9 septembre, les restes sont absorbés par un front froid.